# Dissoziiertes Höhenschielen
Mit dissoziiertem Höhenschielen (auch: dissoziierte Vertikaldivergenz oder DVD) bezeichnet man eine meist beidseitig abwechselnde, aber nicht unbedingt symmetrische, vertikale Schielabweichung der Augen nach oben. Nicht selten ist sie mit einem Verrollungsschielen nach außen (Exzyklotropie) verbunden. Diese Schielform stellt eine besondere Art von Augenmuskelgleichgewichtsstörung dar und lässt sich nicht einfach durch eine Über- oder Unterfunktion  eines geraden oder schrägen vertikalen Augenmuskels erklären. Während der Abweichphase ist das Auftreten von Doppelbildern sehr selten, kommt aber gelegentlich vor. 
Häufig tritt diese Höhenabweichung beim Lesen kleiner Schriften, Nachlassen der Konzentration, Tagträumen oder Ermüdung auf. Sie kann jedoch auch durch das Abdecken eines Auges ausgelöst werden, bei der dann das abgedeckte Auge nach oben driftet. Dabei scheint nicht die Unterbrechung einer labilen Fusion ausschlaggebend zu sein, sondern offensichtlich der Lichtentzug. Hält man dann vor das Führungsauge einen Farbfilter, so bewegt sich das nach oben abgewichene Auge unter der Abdeckung wieder langsam nach unten. Gleiches passiert, wenn das Auge wieder aufgedeckt wird, wobei diese Abwärtsbewegung früher fälschlicherweise für eine Fusionsbewegung gehalten und das dissoziierende Höhenschielen unzutreffend auch als alternierende Hyperphorie bezeichnet wurde. 
Ein dissoziiertes Höhenschielen ist in etwa 90 % der Fälle ein Begleitsymptom des so genannten kongenitalen Schielsyndroms. Da hierbei auch andere Vertikalstörungen, zum Beispiel ein Strabismus sursoadductorius, vorhanden sein können, ist es unerlässlich, eine möglichst genaue Abgrenzung der dissoziierten Anteile eines vertikalen Schielwinkels gegenüber den assoziierten, obliquusbezogenen Impulsen festzustellen. Insbesondere für die Ermittlung einer korrekten Dosierung bei einer geplanten Schieloperation ist dies von Bedeutung.

## Therapie
In der Regel wird ein dissoziiertes Höhenschielen nicht oder nur in sehr seltenen Fällen operativ behandelt. Hierbei ist auch zu bedenken, dass es sich im Laufe der Jahre zwar nicht von alleine verliert, wirklich problematische und schwer kosmetisch entstellende Formen jedoch nur in etwa 1–3 % der Fälle vorkommen. So jedoch entsprechend indiziert, hat sich als operative Methode offenbar eine so genannte Fadenoperation am Musculus rectus superior als die beste Variante bewährt.